# Viscum boivinii
Viscum boivinii là một loài thực vật có hoa trong họ Santalaceae. Loài này được Tiegh. miêu tả khoa học đầu tiên năm 1896.